# Гек, Франтишек Владислав
Франтишек Владислав Гек (чеш. František Vladislav Hek; 11 апреля 1769, г. Добрушка, Богемия (ныне район Рихнов-над-Кнежноу Краловеградецкого края Чехии)— 4 сентября 1847, Гейерсберг) — видный деятель чешского национального возрождения, народный «будитель», писатель
-сатирик
, поэт и композитор.
Один из первых новочешских сатириков.

## Биография
Сын торговца голландского происхождения. Начальное образование получил в Добрушке и в Праге (с 1779 года), а с 1782 года учился в гимназии пиаристов в Праге. В студенческие годы познакомился с группой чешских патриотов.
После учебы вернулся на родину, унаследовал магазин отца, где устроил большую публичную библиотеку, которая в 1806 насчитывала 3284 тома. Пытался организовать местный чешский театр, запрещенный австрийскими властями. В 1806 его магазин был сожжен и он потерял все своё имущество. В 1821 году его жена умерла, и он вышел на пенсию. Затем Хек жил в городе Херрнхут и последние годы своей жизни в Кишперке (сегодня Летоград) со своей дочерью.
Внёс большой вклад в дело чешского национального возрождения.

## Творчество
Большинство литературных произведений написал в начале XIX века. Автор — сатирических стихов и эпиграмм, мемуаров. В 1820 году опубликовал своё самое известное произведение «Veliký pátek» (Великая пятница), в котором выступил с резкой критикой провинциальных отношений жителей богемского г. Добрушка, весь тираж которого был конфискован, а автор привлечен к суду.
В 1830—1840-е гг. сочинил ряд известных музыкальных работ.
Жизнь, общественная деятельность и творческий путь Франтишека Владислава Гека послужили чешскому писателю Алоису Йирасеку в качестве прототипа героя романа о чешском национальном возрождении «F. L. Věk», по мотивам которого в 1970 году в ЧССР был снят одноименный телесериал.
В г. Добрушка в родном доме народного «будителя» Ф. В. Гека создан и действует ныне музей.